# Paul De Keyser (hoogleraar)
Paul De Keyser (Gent, 14 oktober 1891 - 22 februari 1966) was een Belgisch hoogleraar en volkskundige.

## Levensloop
De Keyser promoveerde in juli 1914 aan de Rijksuniversiteit Gent tot doctor in de Germaanse filologie. Zijn thesis behandelde een middeleeuws handschrift en zijn promotor was Willem De Vreese. In 1923 voegde hij daar nog het diploma aan toe van licentiaat in de kunstgeschiedenis.
Hij werd leraar in het middelbaar onderwijs, in Schaarbeek (1914) en in Gent (1920). In 1924 werd hij deeltijds docent esthetica aan de Rijksuniversiteit Gent, wat werd uitgebreid met de vakken Middelnederlands en volkskunde. In 1934 werd hij gewoon hoogleraar aan deze universiteit. Hij vormde de eerste academisch geschoolde volkskundigen, onder wie Karel Constant Peeters.
De Keyser behoorde vanaf zijn studententijd tot vrijzinnige kringen. Hij behoorde tot de liberale vereniging 't Zal wel gaan en tot de studentenafdeling van het Algemeen Nederlands Verbond. In 1914 was hij secretaris van het Groot-Nederlands Studentencongres.
In 1926 stichtte hij de Oost-Vlaamse Bond van Folkloristen en in 1932 het Gentse Museum voor Folklore.
Bij de oprichting in 1959 van de Cultuurraad voor Vlaanderen werd hij tot ondervoorzitter verkozen.
Hij was ook een tijd lang hoofdman van de Koninklijke Soevereine Hoofdkamer van Retorica De Fonteine uit Gent en stond hiermee aan de wieg van de Hippoliet Van Peene-stichting.

## Publicaties
- Gent in de literatuur en in de folklore, 1935.
- Van den Vos Reynaerde, 1943.
- Gent, kunsthistorische schets, 1947.
- Mijn herinneringen aan Willem De Vreese, in: Verslagen en Mededelingen van de Koninklijke Academie voor Nederlandse Taal- en Letterkunde, 1995.